# Eds socken, Uppland
Eds socken i Uppland ingick i Sollentuna härad. Huvuddelen av området ingår sedan 1971 i Upplands Väsby kommun och motsvarar från 2016 Eds distrikt. Ett område som bröts ut 1955, Stäket, ingår sedan 1971 i Järfälla kommun, från 2016 i Kallhälls distrikt.
Socknens areal är 43,50 kvadratkilometer, varav 41,52 land. 1947 fanns här 1 539 invånare.  Runsa slott, äldreboende Edsby slott, godsen Antuna och Bisslinge, en del av tätorten Upplands Väsby samt sockenkyrkan Eds kyrka ligger i socknen.

## Administrativ historik
Eds socken omtalas i skriftliga handlingar första gången i ett odaterat brev från någon gång 1297-1305 ('in parrochia Edhi'). Eds kyrkas äldsta delar härstammar från mitten av 1100-talet eller kort därefter.
Vid kommunreformen 1862 övergick socknens ansvar för de kyrkliga frågorna till Eds församling och för de borgerliga frågorna till Eds landskommun. Landskommunen uppgick 1952 i Upplands-Väsby landskommun, som 1971 ombildades till Upplands-Väsby kommun. En mindre del överfördes 1955 till Järfälla landskommun.
Den 1 januari 2016 inrättades distriktet Ed, med samma omfattning som församlingen hade 1999/2000.
Socknen har tillhört län, fögderier, tingslag och domsagor enligt vad som beskrivs i artikeln Sollentuna härad. De indelta soldaterna tillhörde Livregementets dragonkår, Livskvadronen, Livkompaniet. De indelta båtsmännen tillhörde Södra Roslags 2:a båtsmanskompani.

## Geografi och natur
Eds socken ligger norr om Stockholm med Skarven och Stäksön i väster och kring Edssjön. Socknen är en skogsbygd med odlingsbygd vid Edssjön och i öster. En annan betydande insjö är Oxundasjön som delas med Hammarby socken i Upplands Väsby socken och Norrsunda socken i Sigtuna kommun.
Sättra gårds naturreservat är ett kommunalt naturreservat.
Sätesgårdar var Bisslinge herrgård, Runsa slott, Edsby slott, Antuna gård och Älvsunda herrgård.

## Fornlämningar
Från järnåldern finns ett 20-tal gravfält med en skeppssättning samt en fornborg, Runsa fornborg. Cirka 15 runristningar har påträffats, bland dem  Upplands runinskrifter 117 som står utanför Älvsunda gårds huvudbyggnad.

## Befolkningsutveckling
Befolkningen ökade med någon variation från 514 1810 till 5 964 1990.

## Namnet
Namnet (1000-talet Äidi) kommer från en bebyggelse, nutida Edsby säteri. Namnet Ed har ursprungligen syftat på landpassagen mellan Edssjön och Skarven.